# Hipódromo de Bukit Timah
El Hipódromo de Bukit Timah (en inglés: Bukit Timah Race course) fue un lugar para la celebración de carreras de caballos en el área de Bukit Timah (武吉知马; புக்கித் திமா) en el país asiático de Singapur. Construido por el Club Hípico de Bukit Timah, fue inaugurado el 15 de abril de 1933 por Sir Cecil Clementi, en ese entonces Gobernador de Singapur. No hubo carreras entre 1941 y hasta 1946 como consecuencia de la Segunda Guerra Mundial. Durante los años que funcionó, el hipódromo de Bukit Timah fue visitado por numerosos locales y dignatarios extranjeros, incluyendo una visita de 1972 de la Reina Isabel II, el príncipe Felipe y la Princesa Ana de Inglaterra. En honor de su visita, la Copa reina Isabel II fue establecida. En 1959, el derbi de Singapur fue revivido en el hipódromo de Bukit Timah y fue la primera carrera en su último día de operaciones el 25 de julio de 1999. Fue cerrado para ser reemplazado por el Hipódromo de Kranji.